# 视口
在计算机图形学中，视口（Viewport）是一个可观察的多边形区域。
将物体渲染至图像的过程中，会用两种区域表示。世界坐标窗口是用户所关注的区域（即用户想要可视化的东西），坐标系由应用程序确定。例如程序可能会使用米、厘米等单位。此处的“窗口”并非窗口管理器里的視窗，而是借用窗户进行类比，因为它能够限制你所能够观察到的场景的范围。
视口也是一个区域，通常为矩形，但它的坐标系由渲染设备确定。例如将关注的物体渲染至屏幕坐标时，会使用像素为单位。渲染时，通常会先根据世界坐标窗口去裁剪对象，然后再进行窗口至视口的变换。对2D对象而言，这种变换只是平移和等比缩放的组合。如果用摄影来类比整个变换过程，那么世界裁剪窗口就是相机设置，而根据胶卷冲印出的各种不同尺寸的照片则是视口。
- 视角

1. 1 2  James D. Foley, Andries van Dam, Steven K. Feiner, John F. Hughes.  2nd. Addison-Wesley Professional. 1996: 210–212. ISBN 978-0-201-84840-3.
2. 1 2  Jeffrey J. McConnell. . Jones & Bartlett Learning. 2006: 12–13. ISBN 978-0-7637-2250-0.